# Павловдан
Павловдана је црквени (саборни) празник посвећен Сабору Светих дванаесторице апостола, који Српска православна црква и њени верници слава 13. јула по грегоријанском календару  (30. јуна по црквеном календару).
Мада сваки од дванаест великих апостола има свој посебан дан празновања у години, ипак је црква одредила овај дан као саборни празник Дванаесторице апостола, међу којима и апостола Павла, по коме је овај дан и назван.
Павловдан долази дан после Петровдана, и није посебан означен у црквеном календару црвеним словом. У неким крајевима Србије он се поштује као и Петровдан, и не ради се ништа у пољу и кући.

## Света Дванаесторица и њихова судбина
| Име апостола              | Дан/дани празновања     | Начин страдања              |
| ------------------------- | ----------------------- | --------------------------- |
| Петар                     | 29. јуна и 16. јануара  | распет наопако              |
| Андреј                    | 30. новембра            | распет                      |
| Јаков Зеведејев           | 30. априла              | распет                      |
| Јован Богослов            | 26. септембра и 8. маја | упокојио се чудесно         |
| Филип                     | 14. новембра            | распет                      |
| Вартоломеј                | 11. јуна и 25. августа  | распет, па одеран и посечен |
| Тома                      | 6. октобра              | избоден са пет копља        |
| Матеј Јеванђелист         | 16. новембра            | огњем сажежен               |
| Јаков Алфејев             | 9. октобра              | распет                      |
| Тадеј (или Јуда Јаковљев) | 19. јуна                | распет                      |
| Симон Зилот               | 10. маја                | распет                      |
| Матија                    | 9. августа              | каменован                   |
| Павле                     | 29. јуна                | посечен                     |

## Апостол Павле
Свети апостол Павле рођен је у Тарсу у јеврејској породици Венијаминовог племена. Иако рођен као Јеврејин, постао је хришћански апостол, светитељ, проповедник и књижевник (аутор 14 књига и посланица Новога Завета).
Иако је под именом Савле, учио код Гамалила и био фарисеј и прогонитељ првих хришћана који су такође били јеврејског порекла, он се на чудесан начин прешао у хришћанску веру и постао апостол и ватрени поборник и проповедник Јеванђеља, од граница Арабије до Шпаније.
У Дамаску и Арабијској пустињи, Павле је провео три године.
Посечен је 67. године у Риму, као рински грађанин у време цара Нерона,на исти начин као апостол  Петар.

## Храм у Србији посвећен Светим апостолима
Цар Константин Велики (306—337) саградио је у Цариграду храм у име 12 апостола, а храм Сабор Светих Апостола у Србији се налази у Апатину, уз градско шеталиште на самој обали Дунава. Овај најпрепознатљивији визуелни репер дунавске панораме Апатина, први је православни храм на току Дунава кроз Србију. Налази се на оном делу Дунава који представља средишњу тачку његовог тока, рачунајући од извора до ушћа и поздравља све људе који улазе или излазе Дунавом из Србије према централној Европи.
- Поглед на храм са Дунава, март 2008. године
- Храм Сабор Светих Апостола, децембар 2011. године
- Иконостас Храма Сабор Светих Апостола
- Унутрашњост храма
- Унутрашњост храма
- Унутрашњост храма
- Унутрашњост храма
- Унутрашњост храма

## Предање и начин празновања
На Павловдан се славе апостоли Петар, Андреј, Јаков,  Заведејев, Јован, Филип, Вартоломеј, Тома, Матеј, Јаков Алфеј, Тадеј, Симон Зилот, Матија и Павле.
Павловдан долази дан после Петровдана, и посвећен је апостолима Петру и Павлу. Павловдан није црвено слово у православном календару, али се поштује као други дан Пертовдана.
У синаксару Цариградске цркве на Павловдан се празнује не само сабор Свете дванаесторице, него и Свете седамдесеторице апостола (који се иначе празнује 4. јануара).
Литургија, литија, трпеза љубави
Вечерње богослужење са петохљебницом служи се у вече које претходи Празнику у цркви. У неким крајевима пре вечерње литургије обавља се и Света Литија улицама града.
На сам дан Празника се по ломљењу славског колача вернима, служи Света архијерејска литургија у православним храмовима   у којој се, након еванђеоског читања указује на значај и допринос Светог апостола Павла и апостола уопште. 
Након обављене литургије поставља се храмовна трпезе и тиме се читава околина храма у коме се обележава овај дан претвара се у „Трпезу Љубави” и даривања.
Народни обичаји
На тај дан се ништа не ради у пољу, а домаћице не обављају кућне послове, попут прања веша и чишћења куће.
Обичај налаже да се за Петровдан и Павловдан  меси погача „петровача”, односно колач од јабука.